# Onthophagus velliger
Onthophagus velliger là một loài bọ cánh cứng trong họ Bọ hung (Scarabaeidae).